# 1900 Katyusha
1900 Katyusha è un asteroide della fascia principale. Scoperto nel 1971, presenta un'orbita caratterizzata da un semiasse maggiore pari a 2,2095572 UA e da un'eccentricità di 0,1348379, inclinata di 6,54265° rispetto all'eclittica.
L'asteroide è dedicato all'aviatrice russa Ekaterina Ivanovna Zelenko, tramite il diminutivo del proprio nome.